# Ernst Behm

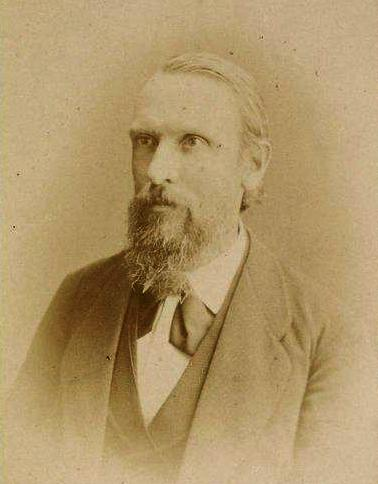
Ernst Behm

Ernst Behm (Gotha, 4 januari 1830 -  aldaar, 15 maart 1884) was een Duitse geograaf.

## Levensloop
Ernst Behm werd geboren als de tweede zoon van een advocaat en een dochter van de filoloog Friedrich Jacobs. Na zijn afstuderen in 1849 aan het Gymnasium Illustre in zijn geboorteplaats, studeerde hij medicijnen in Jena, Berlijn en Würzburg en promoveerde in 1854 op het proefschrift Über die Physiologie der Milz. Toen hij regionale literatuur en reisverhalen studeerde ter voorbereiding op een opdracht als arts in het buitenland, ontdekte hij zijn liefde voor de geografie.
De uitgever Bernhard Perthes kreeg interesse in hem en in 1856 trad hij in dienst van Uitgeverij Justus Perthes in Gotha als ‘vaste ongeschoolde medewerker’. Hij wendde zijn energie bij voorkeur aan voor Petermanns Geographischen Mitteilungen (PGM). In de 24 jaargangen die verschenen tijdens het leven van August Petermann (van 1855 tot 1878), schreef Behm bijna alle essays, mededelingen en recensies die niet van auteursnaam waren voorzien, en die als zodanig voor vele jaren de helft van de totale omvang van het tijdschrift bepaalden. Behm "was in de eerste plaats een rustige, gedegen geleerde, die dichter bij boeken en kaarten stond dan bij de kleurrijke buitenwereld, maar wiens werk, naar geest en vorm, zich niet vastklampt aan het stof van de bibliotheek."
Al in 1872 leverde Behm wetenschappelijk bewijs dat de Lualaba (ontdekt door David Livingstone) in Afrika identiek was aan de Kongo, een bewering die Henry Morton Stanley na zijn eerste reis resoluut ontkende, maar die later (1877) door hem werd bevestigd. De Italiaanse geograaf Cristoforo Negri vernoemde hem toen als de "ware ontdekker van Congo".
In 1866 publiceerde Behm het Geographisches Jahrbuch (vol. 1-66, 1866-1983). In 1872 werd het demografisch statistisch deel gescheiden van het Geographisches Jahrbuch en verscheen vanaf dat moment als aanvulling op PGM onder de titel Die Bevölkerung der Erde, onder redactie van Ernst Behm en Hermann Wagner. "Nadat dergelijk werk tegenwoordig wordt gedaan in internationale organisaties en kantoren, is het moeilijk voor te stellen wat voor opwinding deze statistieken met hun zorgvuldig vergeleken materiaal 130 of meer jaar geleden hebben veroorzaakt". Vanaf 1876 verzorgde Behm ook het statistische deel van de Gothaisches Hofkalender en nam in 1878, na Petermanns dood, de redactie van de PGM over.
Behm stierf op slechts 54-jarige leeftijd op 15 maart 1884 in Gotha aan tuberculose. Hij vond daar zijn laatste rustplaats op het ‘Friedhof II', maar het graf is niet bewaard gebleven.